# Eleições estaduais no Rio de Janeiro em 1950
As eleições estaduais no Rio de Janeiro em 1950 ocorreram em 3 de outubro tal como as eleições gerais no Distrito Federal, 20 estados e nos territórios federais do Acre, Amapá, Rondônia e Roraima. Nesse dia foram eleitos o governador Amaral Peixoto, o vice-governador Tarcísio Miranda e o senador Sá Tinoco, além de 17 deputados federais e 54 deputados estaduais.
Genro de Getúlio Vargas, o governador Amaral Peixoto nasceu no Rio de Janeiro e cursou a Escola Naval onde se formou em 1927. Diplomado em Engenharia Geográfica pela Universidade Federal do Rio de Janeiro, foi nomeado ajudante de ordens do presidente Getúlio Vargas três anos após a Revolução de 1930 e por escolha deste foi interventor federal no Rio de Janeiro enquanto vigorou o Estado Novo. Casado com Alzira Vargas do Amaral Peixoto desde 1939, ingressou no PSD sendo eleito deputado federal em 1945 e sob essa condição ajudou a elaborar a Constituição de 1946, elegendo-se governador do Rio de Janeiro em 1950.
Natural de Campos dos Goytacazes, o empresário Tarcísio Miranda foi delegado de polícia na cidade onde nasceu e devido à sua condição de usineiro integrou a Comissão Executiva do Instituto do Açúcar e do Álcool nos dois últimos de Getúlio Vargas como presidente da República. Também agricultor, estreou na vida política ao eleger-se vice-governador do Rio de Janeiro na chapa de Amaral Peixoto pelo PST em 1950.
Agropecuarista e comerciante nascido em Itaperuna, Sá Tinoco fundou, na respectiva cidade, a Sociedade Rural, a Cooperativa Agrícola e a Associação Comercial de Itaperuna. Tais feitos levaram-no a ingressar no PSD e sob esta legenda foi eleito senador em 1947 e reeleito em 1950.

## Resultado da eleição para governador
Foram apurados 407.981 votos nominais (90,73%), 25.141 votos em branco (5,59%) e 16.522 votos nulos (3,68%), resultando no comparecimento de 449.644 eleitores.
| Candidato a governador do estado | Candidato a vice-governador | Número | Coligação                                         | Votação | Percentual |
| -------------------------------- | --------------------------- | ------ | ------------------------------------------------- | ------- | ---------- |
| Amaral Peixoto PSD               | Ver abaixo -                | -      | Nome não disponível (PSD, PST, PTB, PR, PTN, PRT) | 286.292 | 70,17%     |
| Prado Kelly UDN                  | Ver abaixo -                | -      | UDN (sem coligação)                               | 121.689 | 29,83%     |

## Resultado da eleição para vice-governador
Foram apurados 404.399 votos nominais (89,94%), 28.730 votos em branco (6,39%) e 16.515 votos nulos (3,67%), resultando no comparecimento de 449.644 eleitores.
| Candidato a governador do estado | Candidato a vice-governador | Número | Coligação                                         | Votação | Percentual |
| -------------------------------- | --------------------------- | ------ | ------------------------------------------------- | ------- | ---------- |
| Ver acima -                      | Tarcísio Miranda PST        | -      | Nome não disponível (PSD, PST, PTB, PR, PTN, PRT) | 285.834 | 70,17%     |
| Ver acima -                      | Renato Machado UDN          | -      | UDN (sem coligação)                               | 118.565 | 29,83%     |

## Resultado da eleição para senador
Foram apurados 359.490 votos nominais (79,95%), 71.288 votos em branco (15,85%) e 18.866 votos nulos (4,20%), resultando no comparecimento de 449.644 eleitores.
| Candidatos a senador da República | Candidatos a suplente de senador | Número | Coligação           | Votação | Percentual |
| --------------------------------- | -------------------------------- | ------ | ------------------- | ------- | ---------- |
| Sá Tinoco PSD                     | Ver abaixo -                     | -      | PSD (sem coligação) | 247.167 | 68,76%     |
| José Eduardo de Macedo Soares PSD | Ver abaixo -                     | -      | PSD (sem coligação) | 107.493 | 29,90%     |
| Raimundo Nonato Rocha             | Ver abaixo -                     | -      | -                   | 4.830   | 1,34%      |

## Resultado da eleição para suplente de senador
Foram apurados 325.262 votos nominais (72,34%), 105.181 votos em branco (23,39%) e 19.201 votos nulos (4,27%), resultando no comparecimento de 449.644 eleitores.
| Candidatos a senador da República | Candidatos a suplente de senador | Número | Coligação           | Votação | Percentual |
| --------------------------------- | -------------------------------- | ------ | ------------------- | ------- | ---------- |
| Ver acima -                       | José Moreira Bastos Filho PSD    | -      | PSD (sem coligação) | 246.009 | 75,63%     |
| Ver acima -                       | Norberto Marques Guimarães       | -      | -                   | 79.253  | 24,37%     |

## Deputados federais eleitos
São relacionados os candidatos eleitos com informações complementares da Câmara dos Deputados.

Representação eleita
  PSD: 7
  PTB: 5
  UDN: 4
  PSP: 1

Fonteː
| Deputados federais eleitos | Partido | Votação | Percentual | Cidade onde nasceu    | Unidade federativa |
| Abelardo Mata              | PTB     | 23.180  |            | Rio de Janeiro        | Rio de Janeiro     |
| Carlos Roberto             | PSD     | 18.485  |            | Rio de Janeiro        | Rio de Janeiro     |
| Brígido Tinoco             | PSD     | 17.749  |            | Niterói               | Rio de Janeiro     |
| Saturnino Braga            | PSD     | 16.236  |            | Campos dos Goytacazes | Rio de Janeiro     |
| Celso Peçanha              | PTB     | 14.018  |            | Campos dos Goytacazes | Rio de Janeiro     |
| Edilberto Castro           | UDN     | 12.720  |            | Quissamã              | Rio de Janeiro     |
| José Pedroso               | PSD     | 12.482  |            | Salvador              | Bahia              |
| Getúlio de Moura           | PSD     | 12.280  |            | Itaguaí               | Rio de Janeiro     |
| Paranhos de Oliveira       | PTB     | 12.060  |            | São Luiz Gonzaga      | Rio Grande do Sul  |
| Galdino do Vale Filho      | UDN     | 11.516  |            | Trajano de Moraes     | Rio de Janeiro     |
| Hélio de Macedo Soares     | PSD     | 10.838  |            | Rio de Janeiro        | Rio de Janeiro     |
| Salo Brand                 | PTB     | 10.747  |            | Rio de Janeiro        | Rio de Janeiro     |
| Miguel Couto Filho         | PSD     | 10.692  |            | Rio de Janeiro        | Rio de Janeiro     |
| Soares Filho               | UDN     | 9.764   |            | Vassouras             | Rio de Janeiro     |
| Osvaldo Fonseca            | PTB     | 9.501   |            | Valença               | Rio de Janeiro     |
| Tenório Cavalcanti         | UDN     | 9.072   |            | Palmeira dos Índios   | Alagoas            |
| Flávio Castrioto           | PSP     | 7.633   |            | Niterói               | Rio de Janeiro     |

## Deputados estaduais eleitos
Foram eleitos cinquenta e quatro deputados estaduais para a Assembleia Legislativa do Rio de Janeiro.
| Deputados estaduais eleitos            | Partido | Votação | Percentual | Cidade onde nasceu      | Unidade federativa |
| Mário Fonseca                          | PTB     | 8.446   |            |                         |                    |
| Hélvio Bacelar da Silva                | PTB     | 6.981   |            |                         |                    |
| Hipolito da Silva Porto                | PTB     | 6.224   |            |                         |                    |
| Roberto Silveira                       | PTB     | 5.692   |            | Bom Jesus do Itabapoana | Rio de Janeiro     |
| Lucas de Andrade Figueira              | PTB     | 5.606   |            |                         |                    |
| Raul de Oliveira Rodrigues             | PSD     | 4.595   |            |                         |                    |
| Agenor Barcelos Feio                   | PSD     | 4.476   |            |                         |                    |
| José Sally                             | PSD     | 4.045   |            | Itaocara                | Rio de Janeiro     |
| Antônio Francisco da Silva Leal Júnior | PSD     | 4.022   |            |                         |                    |
| Benjamin Ielpo                         | PTB     | 3.987   |            |                         |                    |
| Omar Goulart Vilela                    | PTB     | 3.841   |            |                         |                    |
| Vasconcelos Torres                     | PSD     | 3.631   |            | Campos dos Goytacazes   | Rio de Janeiro     |
| Afonso Celso                           | PSD     | 3.513   |            | Campos dos Goytacazes   | Rio de Janeiro     |
| Simão Mansur                           | UDN     | 3.486   |            |                         |                    |
| Arino de Souza Matos                   | PSD     | 3.449   |            |                         |                    |
| Moacir Azevedo                         | PSD     | 3.373   |            | Cambuci                 | Rio de Janeiro     |
| Saramago Pinheiro                      | UDN     | 3.342   |            | Niterói                 | Rio de Janeiro     |
| Geraldo da Cunha Rodrigues             | PTB     | 3.337   |            |                         |                    |
| Oscar Pereira da Fonseca               | PTB     | 3.297   |            |                         |                    |
| Francisco de Paula Paranhos            | PSD     | 3.110   |            |                         |                    |
| Rubens Tinoco Ferraz                   | PSD     | 3.065   |            |                         |                    |
| José Agostinho de Lara Vilela          | PRP     | 3.049   |            |                         |                    |
| Francilino Bastos França               | PSD     | 3.033   |            |                         |                    |
| Francisco Eugênio Freire de Morais     | PSD     | 2.984   |            |                         |                    |
| José de Carvalho Janotti               | PSD     | 2.963   |            | Viçosa                  | Minas Gerais       |
| Dante Laginestra                       | PSD     | 2.924   |            |                         |                    |
| João Romeiro Neto                      | PTB     | 2.789   |            |                         |                    |
| Mário Carvalho de Vasconcelos          | UDN     | 2.734   |            |                         |                    |
| Arlindo Rodrigues                      | PTB     | 2.728   |            |                         |                    |
| Nelson Martins                         | UDN     | 2.716   |            |                         |                    |
| Valter Vieltas                         | PSD     | 2.672   |            |                         |                    |
| Procópio Ecard Sales                   | UDN     | 2.666   |            |                         |                    |
| Carlos José Nabuco de Araújo           | PSD     | 2.660   |            |                         |                    |
| Álvaro Berardineli                     | PSD     | 2.616   |            |                         |                    |
| Pedro Gomes da Silva                   | PSD     | 2.614   |            |                         |                    |
| Domingos Guimarães                     | PTB     | 2.562   |            |                         |                    |
| Jaime Ponce de Leon                    | PTB     | 2.501   |            |                         |                    |
| Luiz Gonzaga de Magalhães Castro       | PR      | 2.480   |            |                         |                    |
| Macário de Lemos Picanço               | UDN     | 2.446   |            |                         |                    |
| Teotônio Araújo                        | UDN     | 2.445   |            | Campos dos Goytacazes   | Rio de Janeiro     |
| Alberto Torres                         | UDN     | 2.444   |            | Niterói                 | Rio de Janeiro     |
| Antônio Felipe da Rocha                | PTB     | 2.429   |            |                         |                    |
| Álvaro Garcia Bastos                   | UDN     | 2.399   |            |                         |                    |
| César Guinle                           | UDN     | 2.385   |            |                         |                    |
| Almir Alves de Moura                   | PTB     | 2.380   |            |                         |                    |
| José Luiz Ertal                        | UDN     | 2.331   |            |                         |                    |
| Sebastião Negreiros                    | UDN     | 2.316   |            |                         |                    |
| Adolfo Oliveira                        | UDN     | 2.303   |            | Petrópolis              | Rio de Janeiro     |
| Getúlio Macedo de Azevedo              | UDN     | 2.272   |            |                         |                    |
| Omar Duarte Magalhães                  | PR      | 2.169   |            |                         |                    |
| José Vieira Serôdio                    | PSP     | 2.027   |            |                         |                    |
| José Manhães                           | PSP     | 1.818   |            |                         |                    |
| Silas Silveira                         | PSP     | 1.388   |            |                         |                    |
| José Bento Martins Barbosa             | PSP     | 1.382   |            |                         |                    |